# Marapana pulverata
Marapana pulverata là một loài bướm đêm trong họ Erebidae.